# Neuravensburger Weiher (Naturschutzgebiet)
Das Gebiet Neuravensburger Weiher ist ein mit Verordnung vom 13. Juli 2000 des Regierungspräsidiums Tübingen ausgewiesenes Naturschutzgebiet (NSG-Nummer 4.298) im Gebiet der baden-württembergischen Stadt Wangen im Allgäu im Landkreis Ravensburg in Deutschland.

## Lage
Das 38,5 Hektar große Naturschutzgebiet Neuravensburger Weiher gehört naturräumlich zum Westallgäuer Hügelland. Es liegt etwa 8,6 Kilometer südwestlich der Innenstadt Wangens, südlich des Stadtteils Neuravensburg, auf einer Höhe von 522 m ü. NN. Wesentlicher Bestandteil des Gebiets ist der um das Jahr 1200 angelegte Neuravensburger Weiher.

## Schutzzweck
Wesentliche Schutzzwecke sind die Erhaltung und Optimierung
- des Weihers mit seiner Verlandungszone als Brut- und Rastplatz für seltene und bedrohte Vogelarten von zum Teil europäischer Bedeutung
- der Feucht- und Nasswiesen sowie der Quellbereiche und Reste von Streuwiesen als Standorte seltener oder gefährdeter Pflanzenarten
- des gesamten Gebietes als Lebensraum und Rückzugsgebiet einer artenreichen Tier- und Pflanzenwelt, als wichtigem Bestandteil im Lebensraumverbund von nicht oder nur extensiv genutzten Feuchtgebieten der Region, als Landschaftsteil von besonderer Schönheit und als kulturhistorisches Zeugnis einer früheren Landnutzung

## Flora und Fauna

### Flora
Aus der schützenswerten Flora sind unter anderem folgende Arten zu nennen:
- Berchtolds Zwerg-Laichkraut (Potamogeton berchtoldii)
- Gelbe Teichrose (Nuphar lutea, Syn.: Nuphar luteum), eine Vertreterin der Familie der Seerosengewächse
- Großes Nixenkraut (Najas marina), eine Pflanzenart der Familie der Froschbissgewächse
- Spreizender Wasserhahnenfuß (Ranunculus circinatus), eine Art der Hahnenfußgewächse
- Weiße Seerose (Nymphaea alba), auch aus der Familie der Seerosengewächse
- Zerbrechliche Armleuchteralge (Chara globularis; Syn.: Chara fragilis), eine Art aus der Familie der Armleuchteralgen

### Fauna
Aus der schützenswerten Fauna sind neben verschiedenen Libellen-, Schmetterlings- und Heuschreckenarten unter anderem folgende Spezies zu nennen:
- Vögel: Haubentaucher, Krickente, Reiherente, Rohrammer, Schwarzhalstaucher, Tafelente, Teichrohrsänger und Zwergtaucher